# Megalofrea
Megalofrea is een kevergeslacht uit de familie van de boktorren (Cerambycidae). De wetenschappelijke naam van het geslacht werd voor het eerst geldig gepubliceerd in 1920 door Aurivillius.

## Soorten
Megalofrea omvat de volgende soorten:
- Megalofrea bioculata (Fairmaire, 1889)
- Megalofrea cinerascens (Fairmaire, 1901)
- Megalofrea decorsii (Fairmaire, 1901)
- Megalofrea humeralis (Vollenhoven, 1869)
- Megalofrea sparsuticollis (Fairmaire, 1897)